# مقاطعة هفتغل
مقاطعة هفتغل (بالفارسية: شهرستان هفتکل) هي إحدى مقاطعات إيران وتقع في محافظة خوزستان. مدينة هفتغل هي عاصمة هذه المقاطعة. حسب إحصاءات المركز الرسمي للإحصاءات الإيرانية في 2006 كان يسكن مقاطعة هفتغل 22,633 شخص وكان عدد المساكن 4,711 مسكن. تنقسم هذه المقاطعة بلدتان: البلدة المركزية وبلدة رقيوة. للمقاطعة مدينة واحدة وهي هفتغل.